# Atimastillas
Genre
Atimastillas est un genre d'oiseaux de la famille des Pycnonotidae.

## Liste des espèces
Selon la classification de référence du Congrès ornithologique international (14.2, 2024) il comporte deux espèces :
- Atimastillas flavicolis (Swainson, 1837) — Bulbul à gorge claire
- Atimastillas flavigula (Cabanis, 1880) — Bulbul d'Angola

## Systématique
Le nom valide complet (avec auteur) de ce taxon est Atimastillas Oberholser, 1905.